# Wilhelm Stade

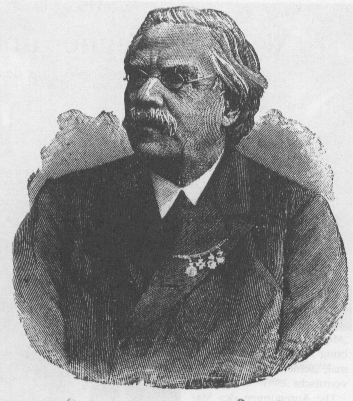
Wilhelm Stade

Friedrich Wilhelm Stade (* 25. August 1817 in Halle; † 24. März 1902 in Altenburg) war ein deutscher Organist, Dirigent und Komponist.
Stade war ein Sohn des Militär-Hautboisten und späteren Kaufmanns Wilhelm Carl Stade und seiner Ehefrau Dorothee Rosine geb. Thielen. Er besuchte ab 1829 die Franckesche Lateinschule; von 1833 bis 1836 erhielt er eine Ausbildung in der Musikschule von Friedrich Schneider in Dessau. Ende 1837 wurde er Musikdirektor der Bethmannschen Truppe, die zu der Zeit von seinem Vater unterstützt wurde. Ende 1838 wurde er als Nachfolger von Heinrich Ernst Reichardt Musikdirektor der akademischen Konzerte der Universität Jena. Dort gründete er eine erfolgreiche Sing-Akademie und erwarb sich mit der ganzen Breite seiner Tätigkeit hohe Anerkennung. Mitte 1860 folgte er einem Ruf als Hoforganist und Konzertmeister sowie Musiklehrer am Schullehrerseminar nach Altenburg; zum Abschied erhielt er die Ehrendoktorwürde der philosophischen Fakultät Jena. In Altenburg gründete er wiederum eine Singakademie, und 1863 wurde er zum Hofkapellmeister befördert. Nach dem Neubau des Altenburger Hoftheaters 1871 brachte er dort eine Reihe von Opern heraus. Darunter litten jedoch seine sonstigen Aktivitäten; nach der Einweihung des wiederaufgebauten Festsaals des Hofs im März 1874 zog er sich von der Opernleitung zurück und nahm besonders die Arbeit mit der Singakademie wieder auf. Auch später lehnte er es ab, wieder als Operndirigent zu wirken. Zwischen 1888 und 1893 zog er sich schrittweise von seinen zahlreichen Aktivitäten am Hof zurück.
Stade war ein hervorragender Organist, besonders stark in der Kunst des Phantasierens. Auch war er ein Dirigent, der eine große Reihe vernachlässigter Werke älterer und neuer Zeit zu Ehren gebracht hat. Seine Kompositionen sind vielfältig und zahlreich; Kamprad gibt 267 Titel an – Lieder, Klavierwerke, Chorwerke, Orchesterwerke, Kammermusiken, Orgelwerke; dazu 33 Bearbeitungen. Nicht alle Werke sind gedruckt. Sehr geschätzt wurde seine Vertonung von Psalm CXXI anlässlich der Eheschließung von Marie von Sachsen-Altenburg 1869. Bekannt sind besonders einige seiner Lieder, von denen Auf den Bergen die Burgen von 1847 seinerzeit volkstümlich geworden ist. 1848 vertonte er nach Robert Blums Tod Hermann Rolletts Lied vom Robert Blum.
Stade hatte eine langdauernde Arbeitsbeziehung zu Liszt; sie standen sich auch persönlich nahe. Liszt spielte auf Einladung Stades öfters auf der Altenburger Schloßkirchenorgel und  nutzte diese auch für die Erarbeitung seiner Komposition „Weinen, Klagen Sorgen, Zagen“. Im Lauf seines langen Wirkens erhielt Stade zahlreiche Ordensauszeichnungen. Die Wilhelm-Stade-Straße in Jena ist nach ihm benannt.
Stade verehelichte sich dreimal: am 7. Oktober 1839 mit der Sängerin Franziska Schmidt (* 25. April 1817; † 13. Februar 1867); am 11. Januar 1869 mit der Sängerin Agnes Schnabel (* 31. Januar 1848; † 2. Februar 1870); am 18. Juli 1873 mit der Sängerin Marie Chmelick (* 25. September 1850; † 23. Januar 1931). In den drei Ehen wurden acht Kinder geboren; drei von ihnen starben sehr früh. Stades erster Sohn Friedrich („Fritz“) Gustav Adolph Stade (* 28. Juli 1841; † 22. Januar 1891) war nach langem Studium (1859–1869) am Leipziger Konservatorium der Musik als Cellist, Pianist und Organist in Danzig tätig, ab 1885 an der dortigen Kirche St. Johann.

## Nachweise
1. ↑  Kamprad S. 381, Anm. 586: Sterberegister Altenburg.
2. ↑  Kamprad S. 16, Anm. 6: Kirchenbuch Halle-Neumarkt.
3. ↑  Es bestand keinerlei Verwandtschaftsbeziehung zu dem Organisten und Musikschriftsteller Friedrich („Fritz“) Stade (1844‒1928) in Leipzig.
4. ↑  Stade blieb zeitlebens in guter Verbindung mit Schneider; Schneider wurde Pate bei dem ersten Sohn Fritz (* 1841). (Kamprad S. 57 und 146f.)
5. ↑  Vgl. Schütz: Ueber das neue Theater in Halle. (Fortsetzung) In: Allgemeine Theater-Chronik. Organ für das Gesammtinteresse der deutschen Bühnen und ihrer Mitglieder. 7. Jg. 1838, S. 393f.
6. ↑  Nekrolog in Allgemeine musikalische Zeitung Band 40, 1838, Spalte 663f.
7. ↑  Personalverzeichnis der Universität Jena, WS 1838/39; Privilegirte Jenaische Wochenblätter vom 11. Januar 1839, S. 13; Allgemeine musikalische Zeitung 41. Jg. 1839, Spalte 208f.
8. ↑  Privilegirte Jenaische Wochenblätter vom 11. Januar 1842, S. 14; Allgemeine musikalische Zeitung 44. Jg. 1842, Spalte 422.
9. ↑  Urania. 12. Band 1855, S. 31.
10. ↑  Kamprad S. 116.
11. ↑  Herzogl. Sachsen-Altenburgisches Amts- und Nachrichtsblatt vom 10. Juli 1860, S. 1100.
12. ↑  Bericht in der Weimarer Zeitung vom 22. Juni 1860, S. 579. Sein Nachfolger wurde Ernst Naumann.
13. ↑  Vgl. Neue Zeitschrift für Musik Bd. 55, 1861, S. 49.
14. ↑  Herzogl. Sachsen-Altenburgisches Amts- und Nachrichtsblatt vom 26. September 1863, S. 1589.
15. ↑  Kamprad S. 195–197.
16. ↑  Neue Zeitschrift für Musik Bd. 69, 1873, S. 461f.
17. ↑  Neue Zeitschrift für Musik Bd. 70, 1874 S. 129f. und 346.
18. ↑  Kamprad S. 244–246.
19. ↑  Daehne 1891, S. 350f.; Gabler 1927, S. 49f.; Kamprad S. 340.
20. ↑  Er erhielt dafür das Schwarzburgische Ehrenkreuz III. Klasse (Herzogl. Sachsen-Altenburgisches Amts- und Nachrichtsblatt vom 17. August 1869, S. 1597).
21. ↑  „Vor Jena“, vgl. Tauber 1899, S. 382.
22. ↑  Privilegirte Jenaische Wochenblätter vom 16. Dezember 1848, S. 160; Text in Gedichte, Jena 1849, S. 347–349.
23. ↑  Liszt war Pate von Stades Sohn Carl Adolph Franz (* 15. September 1855 in Jena).
Franz war 1892 Lehrer an der Leipziger Baugewerkschule und 1917 Baurat und Professor (vgl. Kamprad S. 72, 353f., 389), identisch mit dem Fachbuchautor Franz Stade (1855–1942).
24. ↑  Mitteldeutsche Orgelgesellschaft Altenburg: Trost-Orgel Altenburg – Orgelreise Altenburger Land. 18. Mai 2024, abgerufen am 20. Juni 2024.
25. ↑  beginnend mit dem Silbernen Verdienstkreuz des Sachsen-Ernestinischen Hausordens (Herzogl. Sachsen-Altenburgisches Amts- und Nachrichtsblatt vom 3. August 1865, S. 1241). Spätere Orden zusammengestellt im Staats- und Adreß-Handbuch des Herzogthums Sachsen-Altenburg 1902, S. 14; der letzte war das Ritterkreuz 1. Klasse vom Orden Albrechts des Bären (Musikalisches Wochenblatt vom 14. Februar 1895, S. 103).
26. ↑  Kamprad S. 56; Herzogl. Sachsen-Altenburgisches Amts- und Nachrichtsblatt vom 16. Februar 1867, S. 318.
27. ↑  Herzogl. Sachsen-Altenburgisches Amts- und Nachrichtsblatt vom 16. Januar 1869, S. 102, und vom 5. Februar 1870, S. 121.
28. ↑  Herzogl. Sachsen-Altenburgisches Amts- und Nachrichtsblatt vom 19. Juli 1873, S. 823.
29. ↑  Chmelick war eine Lieblingsschülerin von Friedrich Wieck (Kamprad S. 191–193).
30. ↑  Kamprad S. 203 Anm. 297 und S. 390.
31. ↑  Nr. 753 in Statistik des Königl. Conservatoriums der Musik zu Leipzig 1843–1883. Leipzig 1883, S. 16.
32. ↑  Kamprad S. 57, 109f., 166–168, 336–338, 341, 344f., 348;
Adressbuch Danzig 1878, S. I-145; 1890, S. I-187 und S. III-37.

| Personendaten    | Personendaten                                            |
| ---------------- | -------------------------------------------------------- |
| NAME             | Stade, Wilhelm                                           |
| ALTERNATIVNAMEN  | Stade, Friedrich Wilhelm (vollständiger Name); Stade, W. |
| KURZBESCHREIBUNG | deutscher Organist, Dirigent und Komponist               |
| GEBURTSDATUM     | 25. August 1817                                          |
| GEBURTSORT       | Halle (Saale)                                            |
| STERBEDATUM      | 24. März 1902                                            |
| STERBEORT        | Altenburg                                                |